# آندره سپ
آندره سپ (استونیایی: Andre Sepp؛ زادهٔ ۲۵ اکتبر ۱۹۷۱)  سیاستمدار و نماینده مجلس اهل استونی است.